# 謝爾吉伊夫西克 (布拉特西克區)
47°54′42″N 31°32′16″E / 47.91167°N 31.53778°E
謝爾吉伊夫西克（烏克蘭語：Сергіївське），是烏克蘭南部的村莊，隸屬尼古拉耶夫州的沃茲涅先斯克區。該村始建於1860年，面積0.32平方公里，海拔高度91米，2001年人口62，人口密度每平方公里195人。